# Hans Würdinger
Hans Würdinger (* 18. Mai 1903 in München; † 17. Juli 1989 ebenda) war ein deutscher Rechtswissenschaftler.

## Leben
Würdinger studierte nach 1922 Rechtswissenschaften an der Ludwig-Maximilians-Universität München, absolvierte 1926 die erste juristische Staatsprüfung und wurde 1927/28 bei Wilhelm Kisch promoviert. 1932 erfolgte die Habilitation ebenda bei Konrad Beyerle und Rudolf Müller-Erzbach. 1933 erhielt er die Lehrbefugnis in München und die Professur für bürgerliches Recht und Handelsrecht. Zum Wintersemester 1933/34 wechselte er als Nachfolger von Paul Oertmann an die Georg-August-Universität Göttingen und 1935 in der Nachfolge von Eugen Rosenstock-Huessy nach Breslau. Angeblich auf Vermittlung von Hermann Göring ging er zum Wintersemester 1938 an die Universität Wien und 1944 nach Hamburg. Dort bekleidete er eine Professur für Handels-, Gesellschafts- und Seerecht. 1969 erfolgte die Emeritierung und anschließend ein Wohnortwechsel nach München.
Würdinger trat zum 1. August 1934 der SS bei (SS-Nummer 244.911). Er war Mitglied der Akademie für deutsches Recht und hegte Sympathie für den Nationalsozialismus. Im Sommer 1935 hielt er ein Referat auf dem Kitzeberger Lager der „Kieler Schule“, und 1936 übernahm er einen Vortrag auf der von Carl Schmitt organisierten Tagung über Juden in der Rechtswissenschaft.
Würdingers Forschungsschwerpunkte waren Bürgerliches Recht, Handelsrecht und Wirtschaftsrecht, Rechtsvergleichung und Rechtsgeschichte. 

## Veröffentlichungen
- Die privatrechtliche Anwartschaft als Rechtsbegriff, 1928 (Dissertation).
- Geschichte der Stellvertretung (agency) in England, 1933 (Habilitationsschrift).
- Theorie der schlichten Interessengemeinschaft, 1934; Neudruck 1970.
- Das Judentum im Handelsrecht, 1936 (Vortrag).
- Gesellschaften. Tl. 1: Recht der Personengesellschaften, 1937.
- Die Kommanditgesellschaft, 1939.
- Gesellschaften. Tl. 2: Recht der Kapitalgesellschaften, 1943.
- Aktienrecht, 1959; Aktienrecht und das Recht der verbundenen Unternehmen, 4. Aufl. 1981.
- (gemeinsam mit Dieter Brüggemann, Robert Fischer, Paul Ratz, Wolfgang Schilling): Handelsgesetzbuch, begründet durch Hermann Staub, 3. Aufl. 1971 ff.
- Aktien- und Konzernrecht, 1959, 2. Aufl. 1966, 3. Aufl. 1973.
- German Company Law, 1975.